# Teste de apercepção temática
O teste de apercepção temática (TAT) é um teste projetivo desenvolvido em 1935 por Henry Murray. O teste foi desenvolvido para medir determinadas características da personalidade, como os motivos, e foi muito utilizado no estudo da motivação.

## Procedimento
O TAT é muitas vezes chamado de "técnica de interpretação de figuras" porque ele utiliza uma série padronizada de figuras de situações ambíguas sobre as quais o sujeito testado deve contar uma história. Essa história deve conter sobretudo os seguintes pontos:
- o que conduziu à situação apresentada;
- o que está acontecendo no momento apresentado;
- o que as personagens estão sentindo e pensando;
- como a história termina.

Caso tais elementos forem omitidos, sobretudo no caso de crianças ou de indivíduos com baixa capacidade cognitiva, o aplicador do teste pode perguntá-los diretamente.
A forma estandartizada do TAT contém 31 cartões em que situações são representadas. Alguns deles envolvem homens, outros mulheres, outros ainda pessoas de ambos os sexos, outros pessoas sem um sexo definido, algumas vezes adultos, outras crianças e algumas vezes situações sem seres humanos. Um dos cartões é completamente branco. Apesar de o teste ter sido desenvolvido de forma a os cartões corresponderem ao sujeito testado em sexo e idade, qualquer dos cartões pode ser usado com qualquer pessoa. A maior parte dos aplicadores escolhe um conjunto de aproximadamente dez cartões, já utilizando aqueles que eles consideram mais úteis, já aqueles que eles crêem mais adaptados à história e à situação do indivíduo, encorajando-o, assim, a expressar seus conflitos emocionais.